# 高エネルギー天文学
高エネルギー天文学（こうエネルギーてんもんがく）とは、高エネルギー物理学で取り扱うのと同じ領域の観測を行う天文学の名称。

## 概論
具体的には、観測波長によって次のように区分される。
1. 紫外線観測（紫外線天文学）
2. エックス線観測（X線天文学）
3. ガンマ線観測（ガンマ線天文学）

なお、地上からは観測が難しいため、高地や宇宙からの観測等が行われている。もしくは、高エネルギー粒子と大気との相互作用を間接的に観測する方法もある。ちなみに、湯川秀樹博士が予測した、パイ中間子に関しても大気との相互作用から生じるチェレンコフ光を観測することによって、その予測の正当性が明らかになった。
また、この分野では次のような分野も含まれている。
- ニュートリノ天文学
- 重力波天文学

## 観測の歴史
1912年にヘスによって、宇宙線が観測された。これは、大気との相互作用によるチェレンコフ光を観測する方法によってであった。この原理は、初期の加速器（現在もPET用の試料生成に使われているサイクロトロンのこと）において使われていた「霧箱」と呼ばれる装置と同じものである。霧箱とは、電磁気をかけた液体ヘリウムや液体窒素の気体の中をα線（ヘリウム原子核）やβ線（電子）が通過すると、その構成物質が電荷を持っているため、軌跡が磁力によって曲げられる現象を観察することが出来る装置のことである。エックス線やガンマ線に関しては、写真乾板や写真フィルムを暴露しておくことによって観察が可能であった。加速器建設が行われるようになり、かつまた、医学領域における核検査技術の進展に伴い、エックス線やガンマー線に関しては、鉛ガラスと光電子増倍管を用いた観測装置によって観察が可能になった。
また、以前「エックス線観測衛星」に搭載された「すだれコリメータ」と呼ばれる装置も、電荷をかけた薄膜金属に高エネルギー線が衝突することによって飛び出す電子を検出し、その電子を加速することによってエックス線やガンマー線を検出する装置である。近年では、超伝導技術によって開発されたカロリメータと呼ばれるCCDに類似した素子によって同種の高エネルギー線が観測できるようになった。
この機器を加速器ではなく、宇宙に向けたものが高エネルギー観測装置と呼ばれるものである。元々は、歴史から見ても、ローレンツによるサイクロトロンの発明以前の発見であり、加速器建設が行われるまでは主流であったものである。
AGASAと呼ばれる観測装置は、東京大学宇宙線研究所の明野観測所に設けられた、2006年現在運用稼動中の観測装置では最大規模の観測装置である。微弱な光を捉える光電子増倍管を広い範囲に設置し、宇宙からの宇宙線のシャワーを捉える装置である。
また、その後三菱電機との共同開発によって、オーストラリアの砂漠中にCANGAROO望遠鏡を開発・設置を行い、現在では運用を行っている。これは、宇宙線が大気との衝突によって生じるチェレンコフ光を捉える装置である。
宇宙線観測の難点は、非常に澄み切った大気と極めて明かりの乏しい環境でなければ観測が出来ない点である。このため、観測装置の運用においては国内に観測点を設置することは減ってきている。

## 現在
CP非保存の発見でノーベル物理学賞を受賞したジェイムズ・クローニン教授が率いるアメリカ国立科学財団及びプリンストン大学のチームは南半球アルゼンチンのパンパ地域にAGASAの30倍規模の観測装置を建設し運用を開始（オージェ計画）。このオージェ計画では、光電子増倍管をパンパ地域の各所に設置して、各観測点を光ファイバーで接続したシステムによって、高スピードで地球の大気に衝突する、チェレンコフ光を捉える観測計画のことである。
東京大学宇宙線研究所と東京工業大学・大阪市立大学・ユタ大学・ラトガース大学を中心とした日米韓120人の研究チームは、北半球米国ユタの砂漠にAGASAの10倍規模(琵琶湖の湖面より広い、700平方キロメートル)の観測装置の運用を開始した（TA計画・テレスコープアレイ実験）。なお、この施設は、蛍光望遠鏡アレイと地表観測装置からなり、無線LANなどを駆使して建設が行われた。これによって、極めてエネルギー量の多い、高エネルギー宇宙線の発生方向を捉えることが可能になるはずである。
今後これらの施設では、回転する巨大ブラックホールから生じたかも知れない宇宙線や宇宙最大の巨大現象ガンマー線バーストから生じた可能性のある宇宙線の観測及び研究を行う予定である。
これらのプロジェクトによって、北半球および南半球の観測所によって、高エネルギー宇宙線の観測が行われることになった。宇宙からの贈り物を観測する計画が開始することになった。更なる、最高エネルギーレベルの宇宙線については、今後の展開に記述する、宇宙からの観測に委ねられている。

## 今後の展開
特に、宇宙線によって大気との間で生じるチェレンコフ光を観測する試みにおいては、次世代の最高エネルギー宇宙線検出器が計画され、建設準備が進められている。
- 欧州宇宙機構（ESA）の下で、ヨーロッパ、米国、日本（理化学研究所)の共同チームは、国際宇宙ステーションから地上大気を見下ろす巨大な望遠鏡により、最高エネルギー宇宙線が引き起こす空気シャワーの飛跡を観測するEUSO計画を検討していた。現在は、日本・米国主体のJEM-EUSO計画として、日本のJEMモジュールに取り付ける、宇宙線望遠鏡を2010年に打ち上げる予定。

他にも、ガンマー線の検出やエックス線の検出等でも国際協力の下で研究開発が続けられている。
最初期の宇宙の様子を解明することを目的として研究が進められている。

## 暗黒物質検出プロジェクト
プリンストン大学やテキサス大学、アメリカ航空宇宙局ゴダード宇宙センターが開発したWMAPの観測によって、宇宙には暗黒物質及び暗黒エネルギーが充満していることが分かった。理論天文学の領域では、以前から予測が行われており、その物質の成因などについては現在も不明である。なお、その存在比率は、宇宙全体の大部分を占める96%にも達する。その物質の成因やその検出を目的として、暗黒物質検出計画が行われている。